# ثلاثي ميتافوسفات الصوديوم

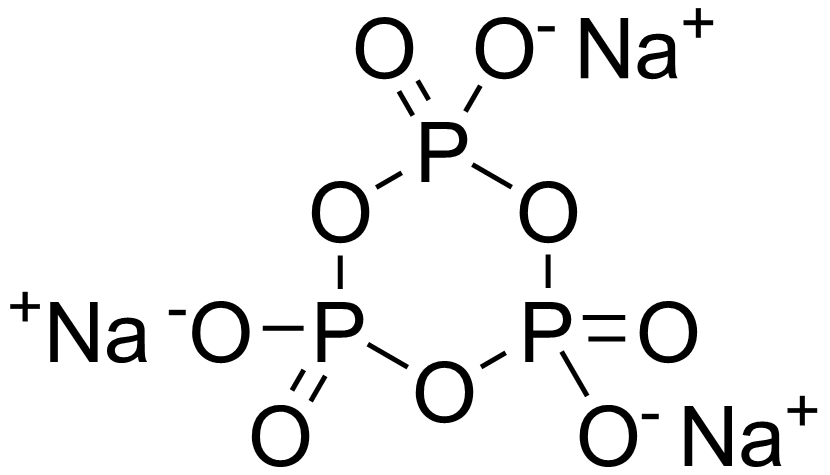
ثلاثي ميتا فوسفات الصوديوم

ثلاثي ميتافوسفات الصوديوم هو أحد أملاح حمض الفوسفوريك، وصيغته الكيميائية Na3P3O9 ؛ فهو أحد أملاح الميتافوسفات . كما يمكن كتابة صيغته العملية NaPO3.
ثلاثي ميتافوسفات الصوديوم هو ملح من حمض ثلاثي ميتافوسفوريك. وهو عديم اللون، صلب، له استخدامات خاصة في مجالات الصناعات الغذائية، ويدخل أيضا في مواد البناء وتشييد المباني.
يختصر اسمه أحيانا بالرمز STMP . وهو يحضر عن طريق تسخين فوسفات الصوديوم إلى عدة مئات الدرجات .

## اقرأ أيضا
- حمض الفوسفوريك
- فوسفات الصوديوم
- ثنائي حمض الفوسفوريك
- حمض ميتا الفوسفوريك